# Galianoella leucostigma
Galianoella leucostigma is een spinnensoort uit de familie Gallieniellidae. De soort komt voor in Argentinië.